# Grande méthode complète de cornet à piston et de saxhorn

La grande méthode complète de cornet à pistons et de saxhorn, aussi connue sous le nom de Méthode Arban, est une méthode d'apprentissage des cuivres à pistons tels que la trompette et le cornet, rédigée au XIXe siècle par Jean-Baptiste Arban. Initialement publiée en 1864, elle a connu depuis lors de nombreuses rééditions et est encore aujourd'hui l'une des méthodes les plus fréquemment utilisées dans les écoles de musique et les conservatoires.
La méthode se compose de plusieurs centaines d'exercices de trille couvrant toutes les techniques de base qu'un instrumentiste de niveau intermédiaire à avancé doit maitriser, notamment le legato, les détachés (simple, double et triple), les intervalles, les différents ornements et les gammes. L'ouvrage comprend également de nombreuses études mélodiques (solos et duos) ainsi que des arrangements d'airs populaires et d'airs classiques, notamment des airs d'opéra. Certaines études sont devenues des classiques de la littérature pour trompette, à l'exemple de la Fantaisie Brillante et des variations sur le Carnaval de Venise.